# McAdam (Nuevo Brunswick)
McAdam es una aldea situada en el extremo sudoeste del condado de York, Nuevo Brunswick, Canadá. La aldea comprende 14,47 kilómetros cuadrados (5,59 millas cuadradas) y tiene una población de 1.404 habitantes a partir de 2006.
El área fue primero colonizada a mediados y finales del siglo XIX como un grupo de pequeñas monterías. Más adelante, la zona se desarrolló debido a su ventajosa ubicación como un importante nudo ferroviario entre la línea principal del ferrocarril pacífico canadiense de las provincias marítimas a Nueva Inglaterra y el Canadá central y ramales a Saint Stephen, St. Andrews y Woodstock. El pueblo era una parada importante para el servicio de pasajeros y muchos trenes de carga, así como los trenes militares durante las guerras mundiales. Una estación de tren grande fue construida para alojar a los viajeros, y una casa de máquinas y un corral se instalaron en el pueblo. La conversión de las locomotoras de la energía de vapor a diesel durante la década de 1950, así como mejoras viales y de transporte por carretera se incrementó durante los años 1960 y 1970, vieron caer a McAdam en importancia para el transporte ferroviario. La disminución del empleo en el ferrocarril causó importantes problemas económicos para la comunidad durante la segunda mitad del siglo XX y principios del siglo XXI.

## Historia
El asentamiento original de la actual zona de McAdam comenzó en algún momento entre 1857 y 1869, después del establecimiento del ferrocarril de St. Andrews y Quebec (SA & Q). McAdam comenzó bajo el nombre de City Camp, que era originalmente un colectivo de varios campamentos de leñadores que surgieron al lado de la línea. A fines de los 1860s la "Extensión Occidental" (Western Extension) de los ferrocarriles europeos y norteamericanos se completó. Esta línea se unió a la línea SA & Q (ahora parte del ferrocarril de Nuevo Brunswick) en City Camp; como resultado, City Camp fue renombrado a McAdam Junction después de que John McAdam, un leñador prominente y político, quien tenía numerosas donaciones de tierras en las parroquias de Canterbury y Dumfries en ese momento.
En 1871, McAdam era un cruce de escasa importancia, lo que contribuyó a un aumento de la población a cerca de 400 personas, la mayoría trabajadores ferroviarios y sus familias. En 1894, las parroquias de Prince William y Dumfries se fusionaron en una nueva parroquia conocida como la Parroquia de McAdam. En 1889, la Canadian Pacific Railway (CPR) construyó el Ferrocarril Internacional de Maine el último eslabón de lo que es el primer ferrocarril transcontinental, al año siguiente, el CPR arrendó el ferrocarril de Nuevo Brunswick para novecientos noventa y nueve años. La CPR inició un ambicioso proyecto de construcción de una estación/hotel masivo en el cruce en 1900, la construcción fue terminada en 1901, y ampliada en 1911. La estación se convirtió en el rasgo dominante del asentamiento y pasaría a ser un importante empleador para el cruce, anunciando en un período de crecimiento.